# Coregonus fatioi
Coregonus fatioi és una espècie de peix de la família dels salmònids i de l'ordre dels salmoniformes que es troba a Europa: llacs Thun i Brienz (Suïssa).